# تشيت كورتيس
تشيت كورتيس (بالإنجليزية: Chet Curtis)‏ هو صحفي أمريكي، ولد في 15 أبريل 1939 في Amsterdam (town), New York ‏ في الولايات المتحدة، وتوفي في 22 يناير 2014 في بوسطن في الولايات المتحدة بسبب سرطان البنكرياس.

## وصلات خارجية
- تشيت كورتيس على موقع IMDb (الإنجليزية)